# Ivan José
Ivan José (São Paulo, 24 de Julho de 1951) é um ator brasileiro. Estreou aos 9 anos de idade (fevereiro de 1961) estrelando a novela “PABLO, O ÍNDIO”, de Karl Bruckner, adaptação de Tatiana Belinky, direção de Júlio Gouveia e Hernê Lebon, na TV Tupi, ao lado de Beatriz Segall, Felipe Wagner, Lima Duarte, Georges Ohnet, Rogério Márcico e outros.